# Paula Bevilacqua
Paula Bevilacqua (Caracas, 13 de julio de 1980) es una actriz y modelo venezolana.

## Biografía y trayectoria
Paula, es la segunda de las tres hijas de Cataldo Bevilacqua (1950-2018) y Carmela Assanti (1960). Sus hermanas son: María Luisa (1978) y Vanessa Del Carmen (1984). Inició en el mundo artístico a sus 17 años, cuando comenzó a realizar comerciales para Hit, Digitel, Chinotto, entre otros. Paula Bevilacqua formó su preparación académica en el Teatro Luz Columba. Además realizó un curso de locución en la Universidad Central de Venezuela.
Comenzó a actuar en la cadena RCTV, en la telenovela La Invasora. Luego se integró al elenco de El desprecio en 2006.
En 2007, llegó a Venevisión; donde participó en la telenovela Aunque mal paguen. Después, se integró al elenco de la telenovela La vida entera; compartiendo créditos con Anastasia Mazzone y Jorge Reyes.
Participó en la serie de unitarios Chao Cristina en 2008, luego interpretó a Linda en la telenovela Harina de otro costal. En 2011, se unió al elenco de la exitosa telenovela La viuda joven; tomando el papel de Grecia Burgos, una oficial de policía encargada del caso de La viuda negra.
Participó en la obra teatral Amores de Barra de la escritora y directora Judith Vázquez, presentado en Teatro Bar.
Se integró a la telenovela Nora, luego a la telenovela protagonizada por María Gabriela de Faría; La virgen de la calle.

## Vida personal
Desde 2002, hasta 2007; tuvo una relación sentimental con Daniel Elbittar. El 18 de julio de 2009, se casó con el zuliano José Antonio Chaurero Picalúa (1979). A principios de 2010, se separaron y el 11 de abril de 2011, se divorciaron. El 24 de febrero de 2013, se casó con Cristóbal Lander. El 5 de marzo de ese año, nació su primer hijo; Cristóbal y el 13 de agosto de 2015, nació su segundo hijo; Massimo.

## Filmografía

### Telenovelas
| Año       | Título                 | Personaje                   |
| --------- | ---------------------- | --------------------------- |
| 2003-2004 | La Invasora            | Vanessa Martínez Aldana     |
| 2004-2005 | Mujer con pantalones   | Amaranta Torrealba Galué    |
| 2006      | El desprecio           | Ludmila Álvarez de Velandró |
| 2007-2008 | Aunque mal paguen      | Marilyn                     |
| 2008-2009 | La vida entera         | Vilma Trocónis              |
| 2009      | Los misterios del amor |                             |
| 2010      | Harina de otro costal  | Linda Rivero                |
| 2011      | La viuda joven         | Grecia Burgos               |
| 2014      | Nora                   | Bárbara Villegas            |
| 2014      | La virgen de la calle  | Dolores "Lola"              |